# ヴィルヘルム・フォン・イェーゲルフェルト
ヴィルヘルム・フォン・イェーゲルフェルト（Wilhelm von Gegerfelt または Vilhelm von Gegerfelt、1844年11月9日 - 1920年4月2日）はスウェーデンの風景画家である。ヨーロッパ各地の風景を描いた。

## 略歴
ヨーテボリで生まれた。父親は建築家のヴィクトール・フォン・イェーゲルフェルト(Victor von Gegerfelt:1817-1915)である。1861年からコペンハーゲンのデンマーク王立美術院、1863年から1867年までスウェーデン王立美術院で学んだ。1867年にドイツのデュセルドルフに移り、デュセルドルフ美術アカデミーには入学しないで、スウェーデン出身の画家、アクセル・ノルドグレン(1828-1888) の指導を受けた。1872年にパリに移り、スウェーデン出身の風景画家、アルフレッド・ヴァールベリ(Alfred Wahlberg:1834-1906)の影響を受けた。1876年からサロン・ド・パリに出展し、1881年からはフランス芸術家協会の展覧会に出展した。フランスの北海岸やイギリス、オランダやイタリアなどの風景を描き、1870年代は北欧の画家達が集まったデンマークの漁村、スケーエンで活動した。1880年代はイタリアのヴェネツィアで活動した。1888年にスウェーデンに帰国した。晩年はスウェーデン南部の漁村、Torekovで暮らし、そこで没した。

## 作品

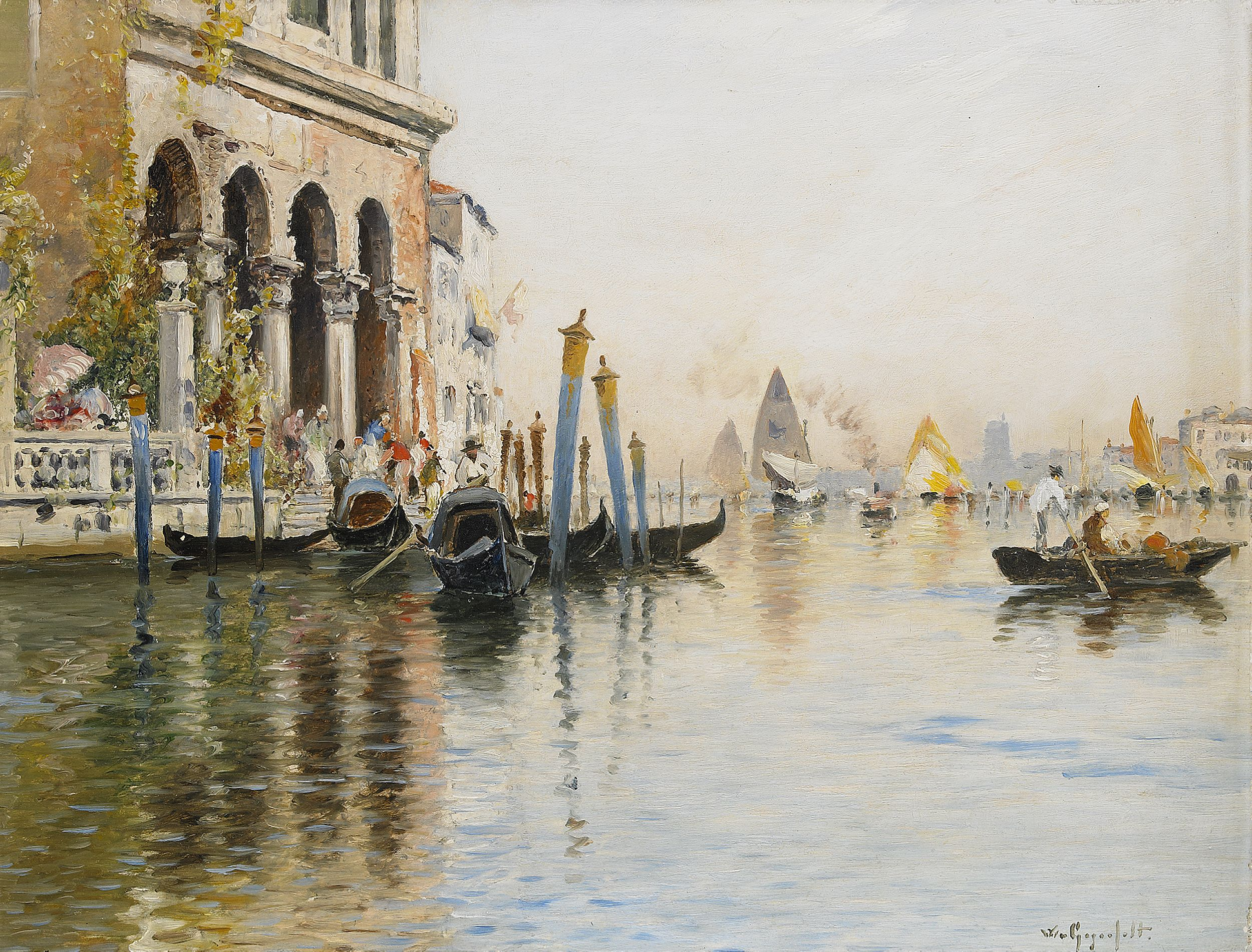
ヴェネツィアのゴンドラ
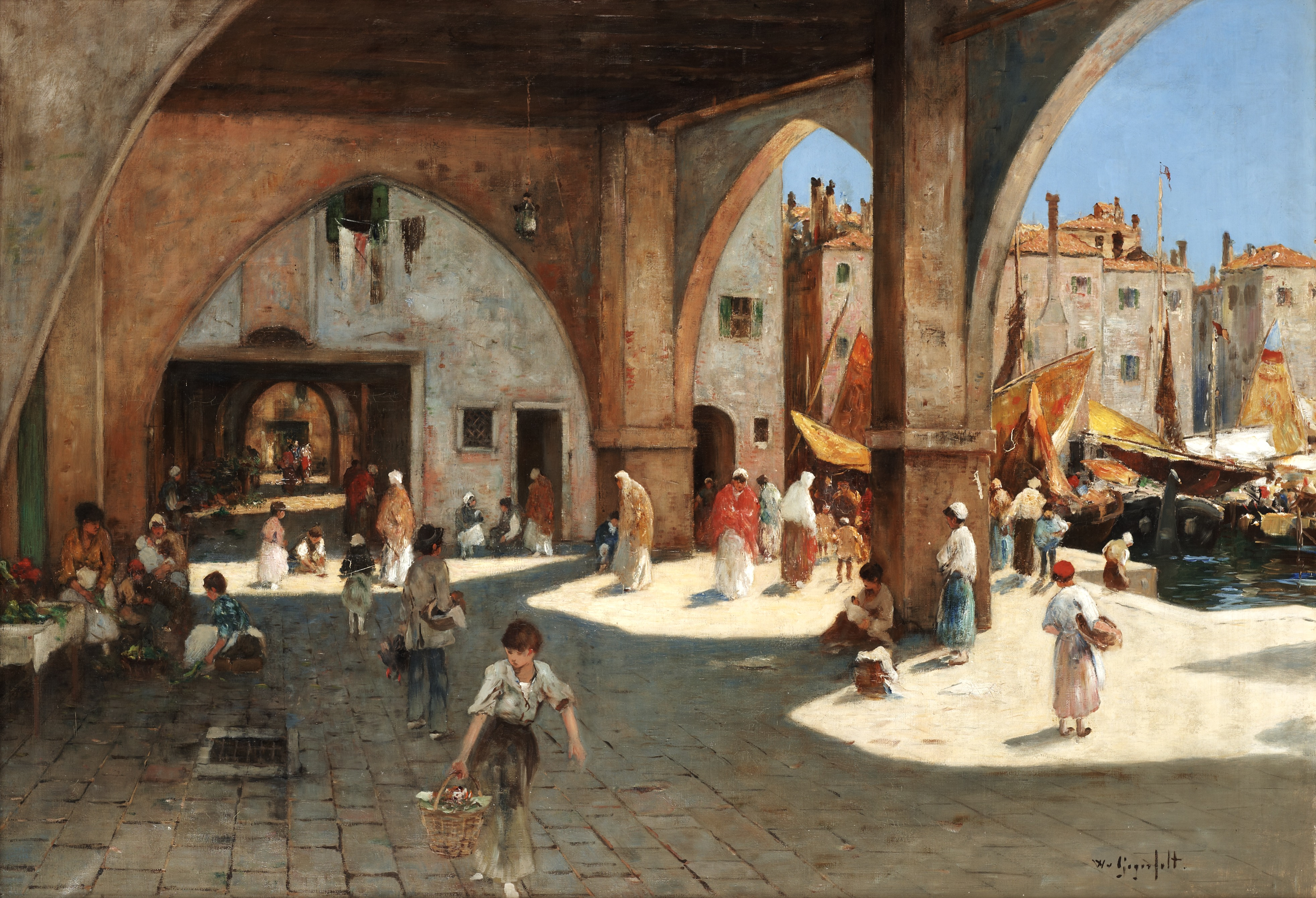
ヴェネツィアの波止場
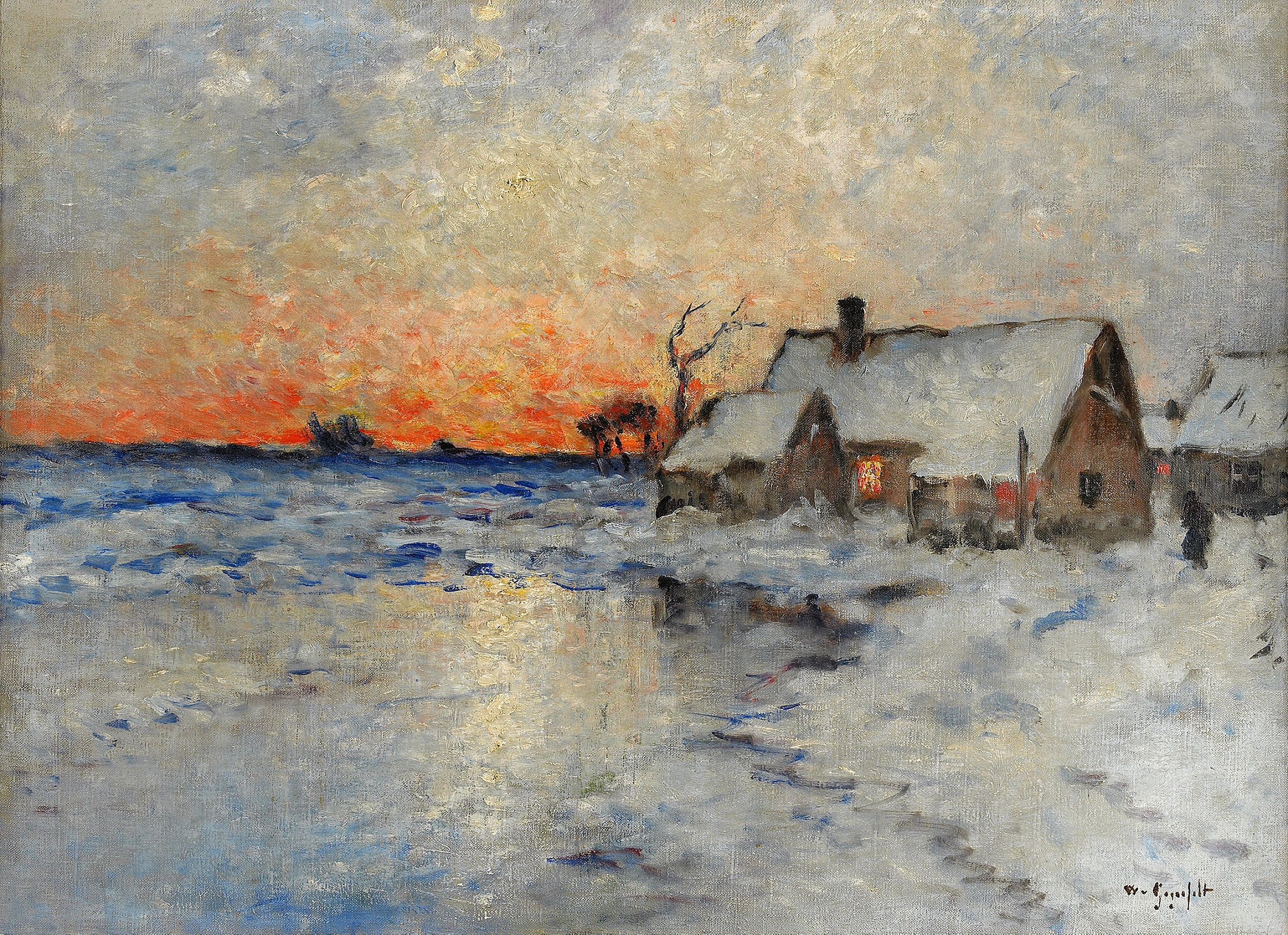
夕暮れの冬景色
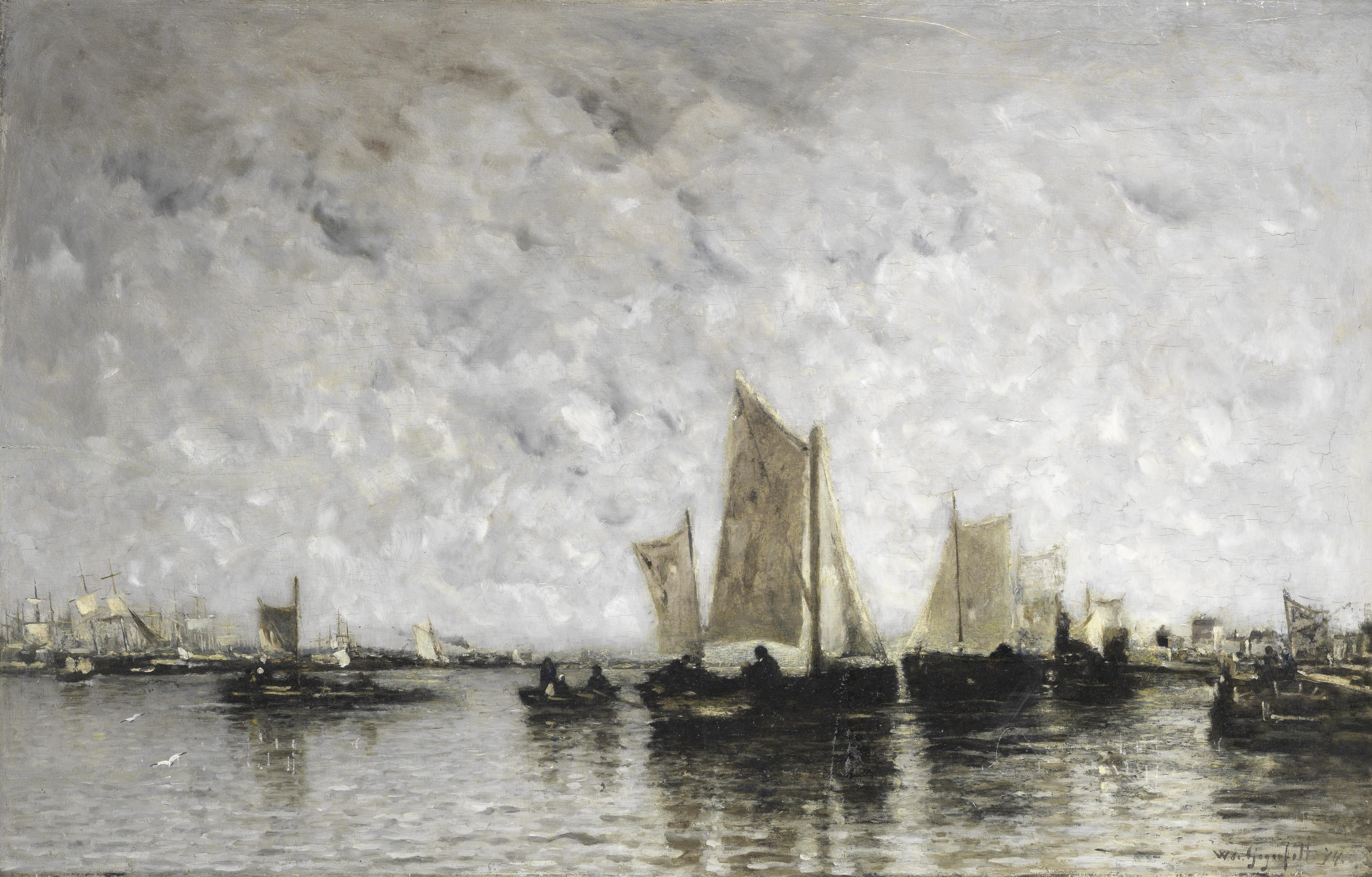
河口の帆船と蒸気船 (1874)
ヴィレルヴィルの貝拾い
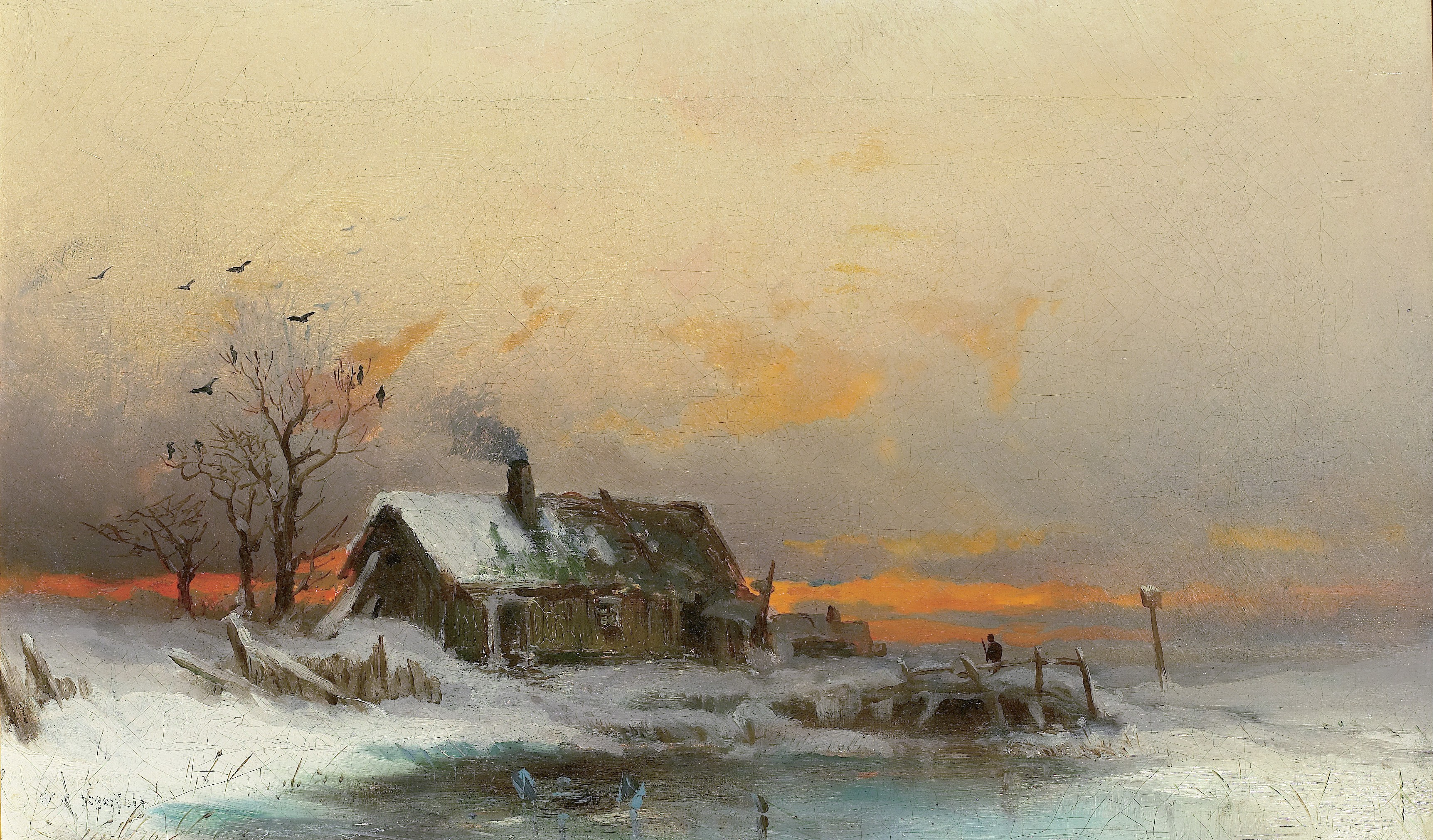
冬の川と小屋